# 7141 Беттаріні
7141 Беттаріні (7141 Bettarini) — астероїд головного поясу, відкритий 12 березня 1994 року.
Тіссеранів параметр щодо Юпітера — 3,304.